# Jocurile Olimpice de iarnă din 1972
A XI-a ediție a Jocurilor Olimpice de iarnă s-a desfășurat la Sapporo, Japonia.

## Organizare
- Orașe candidate: Banff (Canada), Lahti (Suedia) și Salt Lake City (SUA).
- Orașul gazdă a fost ales de CIO în 1966.
- Primele Jocuri de iarnă care s-au desfășurat în Asia.[1]

## Evenimente marcante
- Schiorul spaniol "Paquito" Fernandez Ochoa a câștigat proba de slalom; prima medalie de aur obținută de Spania la Jocurile Olimpice de iarnă.
- La proba de trambulină - 70 m, trei săritori japonezi s-au clasat pe primele trei locuri.
- Patinatorul olandez de viteză Ard Schenk a câștigat 3 medalii de aur la 1.500m, 5.000m și 10.000m.

## Sporturi
- Biatlon
- Bob
- Combinata nordică
- Hochei pe gheață
- Patinaj artistic
- Patinaj viteză
- Sanie
- Sărituri cu schiurile
- Schi alpin
- Schi fond

## Clasamentul pe medalii
Legendă
      Țara gazdă
| Loc   | CON                              | Aur | Argint | Bronz | Total |
| ----- | -------------------------------- | --- | ------ | ----- | ----- |
| 1     | Uniunea Sovietică (URS)          | 8   | 5      | 3     | 16    |
| 2     | Germania de Est (GDR)            | 4   | 3      | 7     | 14    |
| 3     | Elveția (SUI)                    | 4   | 3      | 3     | 10    |
| 4     | Olanda (NED)                     | 4   | 3      | 2     | 9     |
| 5     | Statele Unite ale Americii (USA) | 3   | 2      | 3     | 8     |
| 6     | Germania de Vest (FRG)           | 3   | 1      | 1     | 5     |
| 7     | Norvegia (NOR)                   | 2   | 5      | 5     | 12    |
| 8     | Italia (ITA)                     | 2   | 2      | 1     | 5     |
| 9     | Austria (AUT)                    | 1   | 2      | 2     | 5     |
| 10    | Suedia (SWE)                     | 1   | 1      | 2     | 4     |
| 11    | Japonia (JPN)                    | 1   | 1      | 1     | 3     |
| 12    | Cehoslovacia (TCH)               | 1   | 0      | 2     | 3     |
| 13    | Spania (ESP)                     | 1   | 0      | 0     | 1     |
| -     | Polonia (POL)                    | 1   | 0      | 0     | 1     |
| 15    | Finlanda (FIN)                   | 0   | 4      | 1     | 5     |
| 16    | Franța (FRA)                     | 0   | 1      | 2     | 3     |
| 17    | Canada (CAN)                     | 0   | 1      | 0     | 1     |
| Total | Total                            | 36  | 34     | 35    | 105   |

## România la JO 1972
România a participat cu o delegație de 14 sportivi, a realizat 2 puncte și a ocupat locul 18 în clasamentul pe națiuni. Cele mai bune rezultate:
- locul 5: Ion Panțuru și Ion Zangor — bob-2.
- locul 9: Nicolae Vestea, Victor Fontana, Ion Țeposu, Gheorghe Vilmoș — biatlon, ștafetă.
- locul 10: Ion Panțuru, Ion Zangor, Dumitru Pascu, Dumitru Focșeneanu — bob-4.